# NGC 5500
NGC 5500 (другие обозначения — UGC 9070, MCG 8-26-8, MK 806, ZWG 247.7, NPM1G +48.0261, PGC 50588) — эллиптическая галактика (E) в созвездии Волопас.
Этот объект входит в число перечисленных в оригинальной редакции «Нового общего каталога».